# Tropinino
Tropinino (russisch Тропинино, deutsch Heide, Kreis Heiligenbeil, litauisch Geidė) ist ein Ort in der russischen Oblast Kaliningrad und gehört zur Pogranitschnoje selskoje posselenije (Landgemeinde Pogratschny) im Rajon Bagrationowsk.

## Geographische Lage
Tropinino liegt am östlichen Ufer des Frischen Haffs und ist 14 Kilometer von der früheren Kreisstadt Mamonowo entfernt. Die nächste Bahnstation ist Primorskoje-Nowoje an der Bahnstrecke von Kaliningrad  über Mamonowo nach Polen (ehemalige Preußische Ostbahn).

## Geschichte
Das einst Heide genannte Dorf bestand vor 1945 aus ein paar kleinen Höfen und einem Bahnwärterhaus. Ab dem 11. Juni 1874 wurde der Ort in den neu errichteten Amtsbezirk Pohren  eingegliedert, der zum Landkreis Heiligenbeil im Regierungsbezirk Königsberg der preußischen Provinz Ostpreußen gehörte. Am 1. Dezember 1910 waren in Heide 39 Einwohner gemeldet.
Am 30. September 1928 schlossen sich Heide, Fedderau (heute nicht mehr existent) und teilweise auch Lokehnen zur neuen Landgemeinde Fedderau zusammen, die dann ab 1929 zu dem umbenannten Amtsbezirk Windkeim (der Ort existiert auch nicht mehr) gehörte.
Infolge des Zweiten Weltkrieges kam Heide mit dem nördlichen Ostpreußen zur Sowjetunion und erhielt 1950 die russische Bezeichnung „Tropinino“. Bis zum Jahr 2009 war der Ort in den Pjatidoroschni selski sowjet (Dorfsowjet Pjatidoroschnoje) eingegliedert und ist seither – aufgrund einer Struktur- und Verwaltungsreform – eine als „Siedlung“ (russisch: posssjolok) qualifizierte Ortschaft innerhalb der Pogranitschnoje selskoje posselenije (Landgemeinde Pogranitschny) mit Sitz in Sowchosnoje im Rajon Bagrationowsk.

## Kirche
Die überwiegende Mehrheit der Einwohner Heides waren vor 1945 evangelischer Konfession. Das Dorf war in das Kirchspiel Bladiau eingepfarrt und gehörte so zum Kirchenkreis Heiligenbeil  innerhalb der Kirchenprovinz Ostpreußen der Kirche der Altpreußischen Union.
Heute liegt Tropinino im Einzugsbereich der beiden evangelischen Gemeinden in Mamonowo bzw. Nowo-Moskowskoje, die beide Filialgemeinden der Auferstehungskirche in Kaliningrad sind. Sie gehören zur Propstei Kaliningrad der Evangelisch-lutherischen Kirche Europäisches Russland (ELKER).